# 彼岸花 (PlayStation 2)
『彼岸花』（ひがんばな）は、2002年12月26日にサミーからPlayStation 2 (PS2) 用として発売されたサウンドノベルアドベンチャーゲーム。

## 概要
ゲーム『弟切草 蘇生編』（1999年）の発売に合わせて「角川ホラー文庫」から小説版『弟切草』（1999年）が発売された。その続編として同文庫から発売された小説『彼岸花』（2000年）が、本ソフトの原作である。ただし、メーカーは『弟切草』を発売したチュンソフトではない。同年11月29日にアテナから発売されたゲームボーイアドバンス (GBA) 用ソフト『彼岸花』とタイトルや原作は同じだが、内容が異なっている。
グラフィックはフルCGで、GBA版と同様に原作者の長坂秀佳が製作総指揮を行った。かつて長坂が関わった作品に関するさまざまな小ネタが、各所に散りばめられている。
プレイヤーはキャラクター3人のうち1人を選び、そのキャラを主人公としたシナリオをプレイする。『弟切草 蘇生編』同様、一度見たエンディングに再び辿り着くとその続きが現れるというシステムが使われており、エンディングの総数は187種類（プラス隠しエンドが4種類）となっている。攻略本のインタビューで、長坂は「どのエンディングも会心の作」「この総数はギネスブックもの」と語っている。
また、『街 〜運命の交差点〜』（1998年）で使用されたザッピングシステムも使われているが、このゲームではその時点における他の2人の心理状態を簡潔に表すのみで、基本的には最初に選んだ主人公のまま最後まで進む。
バッドエンドの数も非常に多く、選択肢の3番を選ぶと高確率でバッドエンドとなる。

## ストーリー
女子大生である主人公は、それぞれの理由で同じ日に発車して京都に向かう新幹線「のぞみ45号」内で、同じく京都に向かう2人の女子大生と親しくなり、共に行動し始める。3人の行く先には、果たして何が待っているのか。

## 登場人物
六条有沙（ろくじょう ありさ）
声 - 岡本絵莉
メインの主人公。20歳で身長163cm。3サイズは83・55・87。一流女子大の国文科2年生で、古文を専攻。名家の出身で医者の娘のため裕福だが、一日借り切ってのタクシー代を値切り交渉をするなどしっかりしたところもある。
ある日、何者かからのぞみ45号のチケットが送られてきた。その日付が彼女にとって因縁深いものであったため、誰が、何のために送りつけたのか、その真相を探るべく京都を目指す。非科学的なことは一切信じず合理的な説明をつけたがるが、それは非常に怖がりであることの裏返しでもある。
普段は冷静だが、自身の理解できない現象が起こると真っ先に取り乱す。一見人当たりが良く正義感も強いように見えるが、作中では責任感も相まって気に入らない人間を口汚く罵り、自分と異なる意見は徹底的に反論するなど、当たりが強く横暴な姿勢が目立った。「私これでも居合いをやるのよ」が口癖。
ただし、彼女のオカルトを認めない姿勢が結果として功を奏することも多く、要所で鋭い指摘から仕掛けを看破したりと口だけではない場面も複数散見される。そのため率先として音頭を取る積極性も含め、ほかふたりからリーダー格として認められている。
水元融（みなもと とおる）
声 - 西崎理乃
主人公の1人。20歳で身長165cm。3サイズは85・58・87。美術大学に通っており、映画・TV業界志望。手製の名刺を持ち、2年生の今から就職活動を行っている。会社社長の父から貰ったチケットを手に京都に向かう。少しだけ霊感があり、菜つみに理解を示していた。さっぱりした性格で有沙とは正反対のタイプ。それゆえ彼女と意見が対立する事も多い。
また、有沙の聡明かつ身勝手な性格には敬意と敵意の両方を感じていたが、それがやがて愛憎入り混じった複雑な感情へと変わっていく。観察力は鋭く、他2人の3サイズを一瞬で見抜いている。時折意図的に死語を口にする。面倒見が良く嘘とごまかしを嫌うが、自分は他人を平気で誤魔化している。先祖は代官で、親戚にも代議士などが多い。
川原菜つみ（かはら なつみ）
声 - 尾形聡子
主人公の1人。20歳で身長は155cm。3サイズは83・58・85。私立大学の環境学科2年生で、絵本作家か大工を志望するボク女。先祖は質屋で、銀行家の娘。霊感があり、死別した彼氏の霊の声を聞いて京都行きを決意する。服にアニメのバッジをたくさん付けているという設定だが、なぜかグラフィックではひとつも付けていない。
お喋りで落ち着きがないように見えるが、実は思慮深く常に周囲のことを考えており、有沙に露骨に冷遇されても気さくに接する。良くも悪くも他人を過大評価する価値観の持ち主。自分のラッキーナンバーである「9」にちなんだ行動を取る傾向がある。本編では、彼女の提案から物語が大きく進むことになる。
鬼谷寺志乃（きこくじ しの）
声 - 和泉ちぬ
主人公たちが辿り着いた旅館「鬼谷寺」の女将を務める、謎の女性。着物姿で常に上品な物腰を崩さない。
柚木忍（ゆうき しのぶ）
主人公たちが京都で出会う青年で、ハンサムな刑事。
1年前に起きたある事件を調査しており、容疑者である女性が京都に潜伏していることを知って京都へやってきた。作中、彼女の足取りが主人公達の経路と酷似していたため、度々遭遇する事になる。
攻略本によると彼が4人目の隠し主人公となる予定もあったという。
青沼篠（あおぬま しの）
作中にはほとんど登場しないが、物語に重要なかかわりを持つ女性。主人公達と同じ女子大生。
紀氏亨（きし あきら）
有沙の親戚であり幼馴染であり、元カレ。1年前に死亡している。
岸川トオル（きしかわ トオル）
融の元カレ。
旗矢東児（はたや とうじ）
菜つみの元カレ。

## 舞台
鬼谷寺
「きこくじ」と読む。京都の山の中にある寺で、地図はおろか地元の民でもほとんど知る者がいない、あるのかないのかはっきりしない場所。
寺ではあるが旅館としても運営しており、今は志乃という女将が一人で切り盛りしている。

## スタッフ
- 原作・監修・脚本：長坂秀佳（角川ホラー文庫「彼岸花」）
- エグゼクティブプロデューサー：一戸法雄
- プロデューサー：岡田昭
- ディレクター：鈴木英太郎
- メインプログラム：三浦秀樹
- アートディレクター：とのおかよしあき
- 企画：福田桐枝
- キャラクターデザイン：高橋奈巳
- 3DCGデザイン：外岡慶昭、平野寛、田中一弘、岡本信行、沼康弘、渡辺敬、田中英樹、高橋奈巳、笠野健志
- スクリプト：矢吹淳一
- 音楽：黒木千波留
- 効果音：大内哲也
- 音楽ディレクター：辻元宏
- プログラム：染宮博
- 脚本協力：飯泉知子、小路貴之、杉本祐子、原田雅史、教来石沙織、白石将人、藤山桃子
- 脚本マネージメント：内田大五
- 進行：古川東洋、岡本宣昭
- スペシャルサンクス：服部浩二、諏佐直巳、酒井和紀、岸本守央、鉄田英克、小林昭範、三枝勤
- ソフトウェアマニュアル：古川東洋
- 京都ロケ協力：あだし野念仏寺、古知谷阿彌陀寺、清涼寺（嵯峨釈迦堂）、源光庵、京都駅ビル開発会社
- 協力：プライム・サウンドスタジオ、（株）オーパス、（株）ドリームス、ポールトゥウィン（株）、（有）Be-Flat
- 制作進行管理：渡辺清司
- 開発：Sammy株式会社、株式会社ブレイク
- 発売：Sammy株式会社

## 評価
ゲーム誌「ファミコン通信」の「クロスレビュー」では合計28点（満40点）となっている。
なお、本作の原作・脚本を担当した長坂秀佳は、自著『長坂秀佳 術』（2004年）の中で本作が失敗作であったことを語っている。